# Stabsoberbootsmann
Stabsoberfeldwebel (je nach Laufbahn bzw. Fachrichtung Stabsoberbootsmann (StOBtsm), Stabsobersteuermann, Stabsobermaschinist usw.) war ein Dienstgrad der deutschen Kriegsmarine, der mit Verfügung vom 16. Februar 1939 den Kriegsmarine-Dienstgrad Stabsfeldwebel (alter Art) ablöste. Zum Stabsoberfeldwebel konnten Oberfeldwebel der Kriegsmarine, nach mindestens dreijähriger Dienstzeit als Oberfeldwebel und zunächst zwölfjähriger, später zehnjähriger Gesamtdienstzeit befördert werden. Mit dem Verschwinden der Rangklasse der Deckoffiziere war der Stabsoberfeldwebel der höchste Dienstgrad der Portepeeunteroffiziere.
Gemäß den heutigen NATO-Rangcodes wäre dieser Range mit OR-8 (Other Ranks (OR)) vergleichbar, ist aber nicht zu verwechseln mit dem Bundeswehrdienstgrad (nicht nur Laufbahnbezeichnung!) Oberstabsbootsmann der Deutschen Marine.
| Dienstgrad               |                    |                         |
| niedriger: Oberbootsmann | Stabsoberbootsmann | höher: Leutnant zur See |

## Stabsobermeister
Der Stabsoberfeldwebel der Kriegsmarine war in der DDR dem Stabsobermeister der Volksmarine vergleichbar, zudem war die Gestaltung der Rangabzeichen nahezu gleich. Äquivalent waren etwa auch die Laufbahnbezeichnungen, wie Stabsoberbootsmann, Stabsobersteuermann usw.

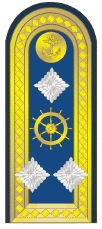
Stabsobermeister (hier:
Stabsobersteuermann)
der NVA-Volksmarine

| Dienstgrad             |                                   |                       |
| niedriger: Obermeister | Stabsobermeister (Stabsfeldwebel) | höher: Fähnrich (NVA) |

## Unterscheidung Dienstgrad- und Laufbahnbezeichnung
In der Kriegsmarine lautete die Dienstgradbezeichnung der Portepee-Unteroffiziere Feldwebel, in der Volksmarine Meister. Bootsmann bzw. Bootsleute bezeichnete die Portepee-Unteroffiziere der seemännischen Laufbahn. In der Deutschen Marine bezeichnet Bootsmann bzw. Bootsleute einheitlich alle Portepee-Unteroffiziere. Eine vom Dienstgrad abhängige Unterscheidung einzelner Laufbahn- bzw. Fachrichtungsstufen (Obersteuermann, Stabsmaschinist usw.) existierte in der Bundesmarine bzw. Deutschen Marine nie offiziell.